# Juegos Deportivos Nacionales de Mar y Playa de Colombia 2017
Los III Juegos Deportivos Nacionales de Mar y Playa de Colombia fueron realizados en la ciudad de Tumaco (Nariño) del 10 al 18 de agosto de 2017.

## Participantes
20 departamentos de Colombia, el distrito capital y la representación de las Fuerzas Militares se inscribieron ante Coldeportes teniendo así, un total de 619 participantes en 10 disciplinas diferentes.
| - Amazonas - Atlántico - Bogotá, D. C. - Bolívar - Caldas - Casanare - Cauca - Cesar - Córdoba - Cundinamarca | - Fuerzas Militares - Guaviare - Huila - La Guajira - Nariño - Quindío - Risaralda - San Andrés y Providencia - Santander - Valle del Cauca |

## Deportes
| - Actividades subacuáticas - Balonmano playa - Fútbol playa - Motonáutica - Rugby playa - Surf - Triatlón - Ultimate - Vela - Voleibol playa |

## Escenarios deportivos
Todos los escenarios deportivos fueron ubicadas en las diferentes lugares de Tumaco a excepción del Lago Calima el cual queda en el Valle del Cauca.
| Sede               |  |
| ------------------ |  |
| Bahía de Tumaco    |  |
| Isla de Bocagrande |  |
| Playa El Morro     |  |
| *Lago Calima       |  |

- Subsede

## Medallero
| Núm. | País                     | Oro | Plata | Bronce | Total |
| ---- | ------------------------ | --- | ----- | ------ | ----- |
| 1    | Valle del Cauca          | 9   | 9     | 6      | 24    |
| 2    | Bogotá, D. C.            | 9   | 6     | 8      | 23    |
| 3    | Bolívar                  | 7   | 6     | 4      | 17    |
| 4    | Atlántico                | 4   | 5     | 3      | 12    |
| 5    | Santander                | 2   | 0     | 1      | 3     |
| 6    | Caldas                   | 1   | 1     | 2      | 4     |
| 7    | Córdoba                  | 1   | 0     | 0      | 1     |
| 7    | Nariño                   | 1   | 0     | 0      | 1     |
| 8    | San Andrés y Providencia | 0   | 3     | 1      | 4     |
| 9    | Cundinamarca             | 0   | 1     | 3      | 4     |
| 10   | Risaralda                | 0   | 1     | 2      | 3     |
| 11   | Quindío                  | 0   | 1     | 1      | 2     |
| 12   | Guaviare                 | 0   | 1     | 0      | 1     |
| 13   | Fuerzas Militares        | 0   | 0     | 1      | 1     |
| 13   | Huila                    | 0   | 0     | 1      | 1     |
| 13   | Casanare                 | 0   | 0     | 1      | 1     |

     Departamentos sede (Nariño)